# San-shiki Kaejiki

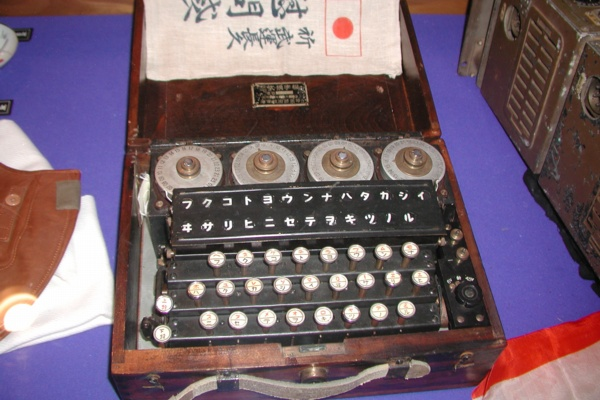
Bei der San-shiki Kaejiki liegen die Walzen flach nebeneinander

Die San-shiki Kaejiki (deutsch etwa: „Typ-3-Substitutions-Maschine“, jap. 三式換字機), alliierter Deckname: Sapphire, zuvor in der Literatur lange irrtümlich falsch als „Green“ bezeichnet, ist eine in Japan entwickelte modifizierte Nachbildung der deutschen Rotor-Schlüsselmaschine Enigma.
Der japanische Nachbau der deutschen Enigma-D verfügt über eine Tastatur und Lampenanzeige mit japanischen Schriftzeichen. Anders als beim deutschen Original sind die Walzen nicht auf einer gemeinsamen horizontalen Achse angeordnet, sondern liegen flach nebeneinander mit senkrecht nach oben zeigenden Achsen und haben nur 25 Kontakte. Kryptographisch entspricht sie im Wesentlichen dem deutschen Vorbild und weist folglich auch dessen Schwächen auf. Sie kam nur wenig zum Einsatz. Es sind nur zwei noch existierende Exemplare bekannt.
Diese rein japanische Maschine darf nicht mit der Enigma-T (alliierter Deckname „Opal“) verwechselt werden. Dabei handelt es sich um die deutsche Entwicklung eines besonderen Enigma-Modells, das im Zweiten Weltkrieg speziell für den Nachrichtenverkehr der beiden Kriegsverbündeten Deutschland und Japan konzipiert war. Diese wurde nach dem deutschen Großadmiral der früheren Kaiserlichen Marine Alfred von Tirpitz (1849–1930) auch als „Tirpitz-Maschine“ (von den Japanern als Tirupitsu) bezeichnet.